# Platanthera brevifolia
Platanthera brevifolia är en orkidéart som först beskrevs av Edward Lee Greene, och fick sitt nu gällande namn av Karlheinz Senghas. Platanthera brevifolia ingår i släktet nattvioler, och familjen orkidéer. Inga underarter finns listade i Catalogue of Life.